# Ilya Golovin
Ilya Igorevich Golovin (tiếng Nga: Илья Игоревич Головин; sinh ngày 11 tháng 5 năm 1998) là một cầu thủ bóng đá người Nga thi đấu cho SFC CRFSO Smolensk.

## Sự nghiệp câu lạc bộ
Anh có màn ra mắt tại Giải bóng đá chuyên nghiệp quốc gia Nga cho SFC CRFSO Smolensk vào ngày 20 tháng 4 năm 2018 trong trận đấu với FSK Dolgoprudny.